# Estadística, anexo a la gaceta de Barcelona (1927-1936)
Estadística: Anexo a la gaceta municipal de Barcelona és un diari oficial que va néixer el 1927 com a suplement de l'Anuario estadístico de la ciudad de Barcelona (1903 - 1923), encara que no es coneixen les circumstàncies del moment històric o organitzatiu de l'Ajuntament de Barcelona, es sap que es va provocar que l'Anuario estadístico de la ciudad de Barcelona (1903 - 1923) deixara de publicar-se entre 1921 i 1926. Però, gràcies a la publicació mensual d'Estadísica: Anexo a la gaceta municipal de Barcelona, van tornar a aparèixer dades estadístiques de la ciutat.
Aquest diari dona informació sobre l'activitat i les decisions adoptades pels òrgans de govern de l'Ajuntament de Barcelona. Des de l'any 2000 es publica en format electrònic PDF i des del 2002 es va abandonar la versió en paper.

## Naixement
El naixement d'aquesta revista té lloc el gener de 1927. És una recopilació de les revistes que es van anar publicant durant els mesos dels anys 1927 fins 1936. Exceptuant les dades des de 1930 i 1931, que es publiquen en 1932 amb dos resums. No es coneix l'autor, l'editor ni el productor d'aquesta revista.
La data de creació fou el 1927, que coincideix amb la data de publicació. La periodicitat d'aquesta revista és mensual.
La numeració és T.1, feb. 1927- abril 1936.

## Història
El primer diari s'anomena “Estadística municipal. Enero 1927”. I com que la seva periodicitat és mensual, les revistes s'anomenen “Estadística municipal...” i el mes i l'any corresponent. També ha tingut variants del títol com “Estadística: anex a la Gaseta municipal de Barcelona”.
Les dades de gener de 1927 es publiquen setmanalment dins la Gaceta municipal de Barcelona; el 1932 es publiquen dos resums amb les dades de 1930 i 1931. És a dir, en 1930 i 1931 no es va publicar aquest diari, però no se sap el motiu.
A partir de 1932, porta el subtítol: “Anexo a la Gaceta municipal de Barcelona”, segons la revista, “Se publicará, con el mínimum posible de retraso, y por meses, el movimiento de mercancías importadas por la Aduana, con indicación de sus valores y países de origen, siguiendo aproximadamente la pauta de las publicaciones del Consejo de Economía Nacional y de la Cámara de Comercio y Navegación de Barcelona. El movimiento de pasajeros y mercancías por las estaciones no es seguro, en el actual momento, que pueda publicarse con regularidad, aunque no dejará de intentarse. […] De estadísticas culturales figurará el movimiento de Bibliotecas y la asistencia a las Escuelas. Se procurará completar con las de comunicaciones el servicio Telegráfico, Telefónico y Aéreo.”
Altrament, es publiquen els resums demogràfics de l'any en 1933 a 1936, que cobreix les dades de l'any anterior a la data de publicació.
Aquesta revista s'editava com a annex de la Gaceta municipal de Barcelona, sense numeració. No té designació numérica; la designació Tomo desapareix en 1929. Era de domini públic, i es començà a publicar en català a partir de 1932.
La matèria que aquesta revista inclou és d'estadística i la cobertura geogràfica és Barcelona.
Avui en dia ja pot consultar-se tota la col·lecció completa en versió digital, des de la web del departament municipal, però també des del repositori institucional de l'Ajuntament de Barcelona, BCNROC, que garanteix l'accés permanent a aquest important patrimoni hemerogràfic municipal per part de tot el món que estiga interessat en ell.
Cal tornar a remarcar la importància de poder disposar de dades estadístiques al llarg del temps, ja que ens informen sobre l'evolució de la ciutat de Barcelona. Aquest és un dels motius que fan que aquesta publicació sigui considerada pels investigadors com una obra de referència per a l'estudi de la demografia i la història de la ciutat de Barcelona des de principis del segle XX.
Amb aquest projecte, la Biblioteca General segueix amb la tasca de preservació de documentació municipal mitjançant la digitalització i la incorporació dels arxius digitals a ARCA, i al mateix temps facilita la seva difusió i l'accés a ells.
Com que aquesta revista era de domini públic i a matèria que inclou són dades de l'estadística de Barcelona, no es coneix el personal d'aquesta.

## Productors
Els productors d'aquest mensuari són la Biblioteca General de l'Ajuntament de Barcelona i Biblioteca de Catalunya.